# Lorenz Estermann
Lorenz Estermann (* 1968 in Linz, Oberösterreich) ist ein österreichischer Künstler.

## Leben und Werk
Lorenz Estermann studierte von 1988 bis 1993 an der Universität für Angewandte Kunst Wien. Er besuchte dort die Meisterklasse bei Professor Ernst Caramelle für Freie Grafik und Malerei. Sein Studium schloss er 1993 mit dem Diplom ab. Seit 2010 ist er Dozent an der Fachhochschule Bielefeld.
Estermann beschäftigt sich mit Zeichnung, Fotografie und Installation/Skulptur. Aus einfachen Materialien wie Pappe und Sperrholz schafft er dreidimensionale Architekturmodelle und Rauminstallationen. Die Ideen und Motive für seine Arbeiten recherchiert er bei seinen Reisen durch Mittel- und Osteuropa. Besonders die dortige Architektur und der Baustil fließen in seine Arbeit ein. Sein neuestes Projekt ist der Film „Pulp Planet“, in dem er einen Spielzeugrover mit einer Kamera ausgestattet durch eine von ihm geschaffene Welt fahren lässt.
Estermann lebt und arbeitet in Linz und Wien.

## Auszeichnungen
1997 gewann Estermann den ersten Preis beim Kunstwettbewerb der Bau-Holding-AG und erhielt die Talentförderungsprämie des Landes Oberösterreichs. Im Jahre 1999 gewann er einen Preis beim 26. Graphikwettbewerb Innsbruck. 2002 erhielt er ein Auslandsstipendium der oberösterreichischen Landesregierung für das Egon Schiele Art Centrum Cesky Krumlov in Tschechien. 2008 bekam er das Österreichische Staatsstipendium für Bildende Kunst und wurde vom Deutschen Galeristenverband für eine „New Talents“ Förderkoje auf der Art Cologne vorgeschlagen. 2010/2011 erhielt er ein Auslandsstipendium des Bundesministeriums für Unterricht, Kunst und Kultur für Rom.

## Ausstellungen (Auswahl)
- 2006 Lukas Feichtner Galerie, Wien „Arbeitsplatz“
- 2008 Galerie Levy, Hamburg „Instant City“
- 2009 Lentos Museums, Linz „Linzblick“
- 2010 Galerie Stefan Röpke, Köln „public hyperbindings“
- 2011 Galerie Levy, Berlin „open loop“